# Женская сборная Бахрейна по баскетболу 3×3
Женская сборная Бахрейна по баскетболу 3×3 представляет Бахрейн на международных соревнованиях по баскетболу 3×3. Управляющим органом является Баскетбольная ассоциация Бахрейна.
По состоянию на 1 сентября 2024, женская сборная Бахрейна по баскетболу 3×3 занимает 69-е место в мировом рейтинге ФИБА женских сборных по баскетболу 3×3.

## Результаты выступлений
| Турнир                           | Золото | Серебро | Бронза | Всего |
| -------------------------------- | ------ | ------- | ------ | ----- |
| Чемпионат мира по баскетболу 3×3 | —      | —       | —      | —     |
| Итого                            | —      | —       | —      | —     |

### Чемпионат мира по баскетболу 3x3
| Год        | Место          | Игры           | Победы         | Поражения      | Состав команды                                                       |
| ---------- | -------------- | -------------- | -------------- | -------------- | -------------------------------------------------------------------- |
| 2012—2016  | не участвовали | не участвовали | не участвовали | не участвовали | не участвовали                                                       |
| Нант 2017  | 19             | 4              | 0              | 4              | Fatima Fardeen Ali, Hessa Aljaber, Fatima Bushehri, Seema Ali Hassan |
| 2018—н. в. | не участвовали | не участвовали | не участвовали | не участвовали | не участвовали                                                       |